# 별 하나 나 하나 (1989년 드라마)
《별 하나 나 하나》는 1989년 3월 24일에 방영한 KBS 드라마게임이다.

## 줄거리
은호는 교사생활을 한다가 퇴직하여 지내고 있는데, 어느 날 갑자기 몸에 이상이 오자 병원에서 종합검진을 받는다. 그런데 간암이라는 진단을 받게 되고 건강을 되찾기 위한 노력한다. 하지만 날이 갈수록 낫지 않고 더욱 쇠약해져가는 자신을 발견하고는 생을 정리하려 한다.

## 등장 인물

### 주요 인물
- 박규채 : 은호 역

### 그 외 인물
- 신종섭
- 정재순 : 은호의 며느리 역
- 이한승
- 김미영
- 안영주
- 김복희
- 곽정희
- 김순철
- 김길호
- 유순철
- 양재성
- 박영목
- 이화영
- 최정실
- 오지민
- 김철

## 토론
- 진행자 : 김재원